# 福井師範学校
| 福井師範学校 | 福井師範学校          |
| ------------ | --------------------- |
| 創立         | 1943年                |
| 所在地       | 福井市 → 今立郡神明村 |
| 初代校長     | 林伝次                |
| 廃止         | 1951年                |
| 後身校       | 福井大学              |
| 同窓会       | 福応会                |

福井師範学校 （ふくいしはんがっこう） は、第二次世界大戦中の1943年 （昭和18年） に、福井県に設置された師範学校である。
本項は、福井県福井師範学校・福井県鯖江女子師範学校などの前身諸校を含めて記述する。

## 概要
- 福井県福井師範学校・福井県鯖江女子師範学校の統合・官立移管により設置され、男子部・女子部を置いた。
- 1873年 （明治6年） 設立の（敦賀県）師範学科を起源とする。
- 第二次世界大戦後の学制改革で新制福井大学学芸学部 （現・教育地域科学部） の前身の一つとなった。
- 同窓会は 「福応会」 と称し、旧制 （福井師範・福井青師）・新制 （福井大学学芸学部・教育学部・教育地域科学部） 合同の会である。

## 沿革

### 敦賀県立期

#### 小学授業法伝習所
- 1873年11月19日：敦賀県、第二十八番中学区私立福井中学に師範学科を設置[1]。
- 1874年5月1日： 第二大学区敦賀県管下師範学校として独立。
  - 福井 佐佳枝上町にあった旧足羽県庁舎 （福井城川口御門跡、現・西武福井店付近） を使用。
  - 生徒を下等・中等・上等に分け、各々4級制 （修業期間約1年） とした。
- 1875年5月： 小学授業法伝習所となる （福井・武生・大野・小浜に設置）。
  - 生徒を下等 （修業年限6ヶ月）・上等 （同1年） に分かつ。

### 石川県立、滋賀県立並設期

#### 石川県第三師範学校、滋賀県小浜初等師範学校
- 1876年8月21日： 敦賀県廃止。石川県 （嶺北） と滋賀県 （嶺南） とに分割編入される。
- 1877年2月： 石川県、福井・武生・大野の 3伝習所を廃止し、石川県第三師範学校を設置。
  - 福井 佐佳枝上町の旧足羽県庁舎跡に設置。修業年限2年。初代校長： 小林有作。
  - 小浜小学授業法伝習所は滋賀県の管轄となり、1877年6月、在校生は大津師範学校へ移籍。1879年2月、小浜初等師範学校に。
- 1877年5月： 石川県第三女子師範学校を併設。
- 1879年4月： 予科1年・本科2年に変更。

### 福井県立期

#### 福井県立福井小学師範学校、福井県立小浜小学師範学校
- 1881年2月7日： 福井県成立。
- 1881年5月： 福井県立福井小学師範学校と改称。
  - 師範学校教則大綱に準拠し、初等科 （1年制）・中等科 （2年制）・高等科 （4年制） を設置。
- 1881年8月： 併設の女子師範学校を廃止。
- 1881年12月14日： 遠敷郡小浜町 （現・小浜市） に福井県立小浜小学師範学校を設置。
  - 旧滋賀県小浜伝習学校。県立小浜中学校に併設。
- 1884年4月： 修業年限を延長。
  - 初等科 （1年3ヶ月）・中等科 （2年半）・高等科 （4年半）。
- 1886年8月： 師範学校令に準拠 （本科4年制）。小浜師範学校を併合。
- 1887年8月： 女子部を設置 （3年制。1891年3月廃止）。

#### 福井県尋常師範学校
- 1889年1月： 福井県尋常師範学校と改称。

#### 福井県師範学校
- 1898年4月： 師範教育令に準拠し、福井県師範学校と改称。
- 1898年11月： 福井市豊島中町に新校舎落成。
  - 現・福井市豊島の福井市野球場付近。
- 1903年1月： 朝夷校長、教科書疑獄事件に連座し辞職。
  - この頃、生徒によるストライキ事件頻発 （1900年・1904年・1906年）。
- 1906年4月： 女子部を設置 （3年制）。
- 1908年4月： 男子部に本科第二部 （1年制、中学卒対象） を設置。女子部本科が 4年制に。
- 1919年10月8日： 本館ほか焼失。
  - 10月15日、寄宿舎全焼。11月23日、食堂付近不審火で、計3件が一生徒による放火と判明。
- 1923年1月： 校舎再建。
- 1925年5月： 本科第一部を 5年制に変更。
- 1926年4月： 専攻科を設置 （1年制）。
- 1928年4月： 男女師範分離。女子部が福井県鯖江女子師範学校として独立。
- 1931年1月： 本科第二部を 2年制に延長。
- 1933年6月： 県立福井中学校火災で鯖江移転問題勃発。
  - 当時の福井県知事により、福井中学を師範学校校舎に、師範学校を鯖江の女子師範校舎に移転し、女子師範を福井高等女学校校舎に同居させる計画が提起されたもの。師範学校関係者の反対で実現せず、福井中学は校舎を再建した。
- 1939年4月： 本科第二部に特別学級 （大陸科） を設置。

#### 福井県鯖江女子師範学校
前史
- 1877年5月： 石川県第三師範学校 （福井） に石川県第三女子師範学校を併設。
- 1881年8月： 生徒僅少につき女子師範学校を廃止。

福井県鯖江女子師範学校
- 1887年8月： 福井県師範学校に女子部を設置 （3年制）。
- 1891年3月： 女子部を廃止。
- 1906年4月： 福井県師範学校に女子部を設置 （3年制）。
- 1908年4月： 女子部本科を 4年制に延長。
- 1925年5月： 本科第一部を 5年制に変更。
- 1926年4月： 専攻科を設置 （1年制）。
- 1928年4月： 福井県師範学校から女子部を分離、福井県鯖江女子師範学校を設立。
  - 今立郡舟津村 （現・鯖江市、福井県立鯖江高等学校校地）。
  - 4月8日、分離式を挙行。
- 1934年： 本科第二部を廃止。
- 1941年： 本科第二部を復活。

### 官立期

#### 福井師範学校
- 1943年4月1日： 福井県福井師範学校・福井県鯖江女子師範学校を統合し、官立福井師範学校設置。
  - 旧福井県福井師範学校校舎に男子部、旧福井県鯖江女子師範学校校舎に女子部を設置。
- 1945年7月19日： 空襲で男子部校舎焼失。
- 1945年12月： 女子部校舎で三部授業。
- 1947年1月： 男子部、今立郡神明村 （現・鯖江市三六町） の旧陸軍歩兵第36連隊兵舎跡に移転。
- 1949年5月31日： 新制福井大学発足。
  - 福井師範学校は福井青年師範学校と共に学芸学部の母体として包括された。
- 1951年3月： 福井大学福井師範学校 （旧制）、廃止。

## 歴代校長
福井県福井師範学校（前身諸校を含む）
- 校長： 田口虎之助 （福井： 1882年 - 1885年）
- 校長： 小松利済 （小浜： 1882年 - ）
- 校長： 加藤寛六郎 （1889年6月19日[2] - 1890年）
- 校長： 大久保介寿 （1891年1月17日 - 1895年9月10日）
- 校長： 寺尾捨次郎 （1895年9月10日 - 1899年6月28日）
- 校長： 土肥健之助 （1899年6月28日 - 1900年6月21日）
- 校長： 小野恒剛 （1900年6月21日 - 1901年4月6日）
- 校長： 朝夷六郎 （1901年4月6日 - 1903年1月21日）
- 校長： 中島次郎吉 （1903年2月19日 - 1904年5月27日）
- 校長： 江尻庸一郎 （1904年5月27日 - 1907年2月22日）
- 校長： 本多忠綱 （1907年2月22日 - 1919年12月）
- 校長： 小泉秀之助 （ - 1920年）
- 校長： 野地清栄 （1920年 - 1922年2月）
- 校長： 佐々木金久 （1922年2月 - 1928年4月）
- 校長： 原安馬 （1928年4月 - 1930年9月）
- 校長： 山田恒治 （1930年4月 - 1936年3月）
- 校長： 三田主一 （1936年4月 - 1939年8月）
- 校長： 井上宮久 （1939年9月 - 1940年2月）
- 校長： 林重信 （1940年2月 - 1943年3月）

福井県鯖江女子師範学校
- 校長： 武政房吉 （1928年4月 - 1933年4月）
- 校長： 長崎惣一 （1933年4月 - 1938年4月）
- 校長： 田口福司 （1938年4月 - 1941年4月）
- 校長： 日下恒 （1941年4月 - 1943年3月）

官立福井師範学校
- 校長： 林伝次 （1943年4月1日[3] - 1945年10月）
  - 前・愛媛県師範学校校長。
- 校長： 徳光八郎 （1945年10月 - 1950年10月）
  - 新制福井大学学芸学部 初代学部長
- 校長： 松岡慎一郎 （1950年10月 - 1951年3月）
  - 新制福井大学学芸学部 第2代学部長

## 校地の変遷と継承
福井師範学校男子部
前身の福井県福井師範学校から引き継いだ福井市豊島中町 （現・福井市豊島） の校地を使用したが、1945年7月19日の福井空襲で校舎を焼失した。第二次世界大戦後の 1945年12月、鯖江の女子部校地に同居し、三部授業で授業を再開した。1946年、今立郡神明村 （現・鯖江市三六町） の旧陸軍歩兵第36連隊兵舎の使用許可が下り、1947年1月に移転した。神明校地は後身の新制福井大学学芸学部に引き継がれ、1952年10月、福井市牧ノ島 （現・福井市文京、福井大学文京キャンパス） に統合移転するまで使用された。
現在、福井市豊島の旧校地跡地は東公園 （福井市野球場が存在したが2008年閉鎖） となっている。
福井師範学校女子部
前身の福井県鯖江女子師範学校から引き継いだ今立郡舟津村 （現・鯖江市舟津町） の校地を使用した。1949年4月からは福井青年師範学校が同校地に移転。同5月、後身の新制福井大学学芸学部に引き継がれ、分教場となった。現在、旧鯖江校地は福井県立鯖江高等学校 （旧併設校の県立鯖江高等女学校の後身校） の校地となっている。

## 著名な出身者
- 古市利三郎 - 元教授
- 竹林やゑ子 - 元教授
- 坪川信三 - 1929年卒業
- 西山真一 - 1929年卒業
- 山本由松
- 森岡常蔵
- 中川平太夫

## 関連書籍
- 『福井師範学校史 : 福井県教育史』　福応会、1964年。